# Дуайер, Луи Мишель Франсуа
Луи́ Мише́ль Франсуа́ Дуайе́р (фр. Louis Michel François Doyère) (28 января 1811, Кальвадос — 12 июля 1863, Корсика) — французский зоолог и агроном. Один из первых исследователей тихоходок и разработчиков технологии силосования.

## Описаны таксоны
- Eupleres Doyère, 1835
- Eupleres goudotii Doyère, 1835
- Echiniscus granulatus (Doyère, 1840)
- Echiniscus spinulosus (Doyère, 1840)
- Echiniscus testudo (Doyère, 1840)
- Hypsibius dujardini (Doyère, 1840)
- Milnesium Doyère, 1840
- Milnesium tardigradum Doyère, 1840
- Myscelia ethusa (Doyère, 1840)
- Ramazzottius oberhaeuseri (Doyère, 1840)